# Sit tibi terra levis
Sit tibi terra levis est une inscription latine utilisée dans les monuments funéraires à partir de l'époque romaine. L'expression peut se traduire par « que la terre te soit légère ». Elle apparaissait généralement à la fin de l'inscription funéraire. La formule est communément abrégée en S.T.T.L. Cette expression apparait chez de nombreux poètes latins comme Properce, Ovide, Martial et Perse. 

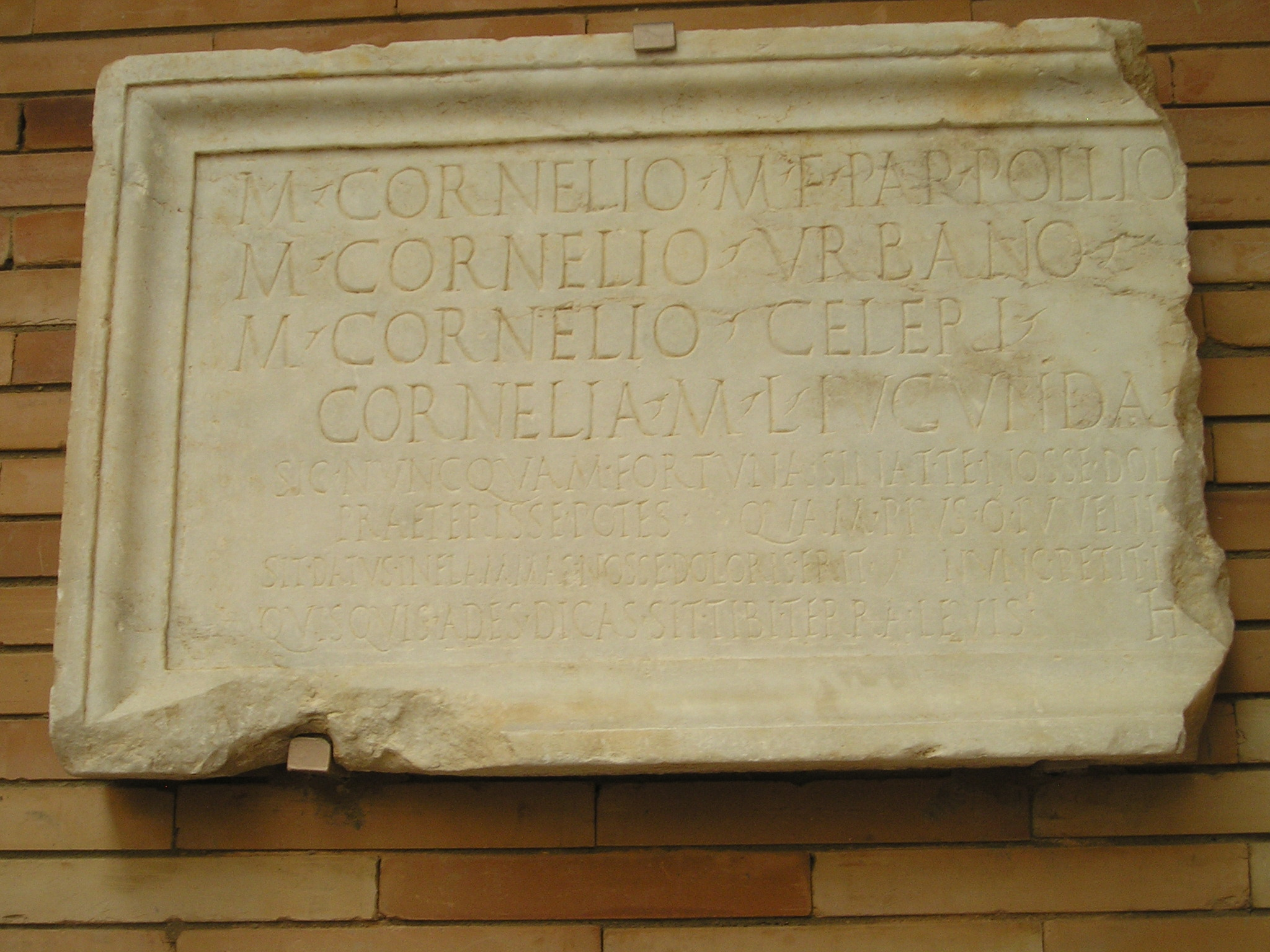
Inscription funéraire romaine de Mérida (Espagne) conservée au Museo Nacional de Arte Romano (le Musée National d'Art Romain), la lecture de:
M(arco) Cornelio M(arci) f(ilio) Pap(iria) Pollio / M(arco) Cornelio Urbano / M(arco) Cornelio Céleri / Cornelia M(arci) l(iberta) Iucunda / sic nuncquam Fortuna sinat te nosse dolo[rem] / praeterisse potes quasm pie o iuvenis / sit datus dans flammas nosse doloris rit nunc petit i[---] / quisquis ades dicas sit tibi terra levis h(ic) [---]

L'expression a été conservée en langue roumaine : « să-ți fie țărâna ușoară » (que la terre te soit légère). Elle a également été conservée en langue espagnole : « que la tierra te sea leve », en arménien « Հողը վրետ թեթև լինի » (hoghē vret t’et’ev lini), ainsi qu'en hongrois (legyen neked könnyű a föld). On la trouve également en langue bretonne, « Ra vezo skañv dezhañ douar Breizh » .